# Willys Jeep Wagon
La Willys Jeep Wagon (chiamata anche Willys Jeep Station Wagon, Jeep Utility Wagon e Jeep Panel Delivery) è una autovettura del tipo fuoristrada prodotta dal 1946 al 1964 dalla Willys-Overland prima e poi dalla Kaiser-Jeep poi negli Stati Uniti.
La produzione è continuata in Argentina e Brasile rispettivamente fino al 1970 e 1977.
Inizialmente era venduta solo con la trazione posteriore, in seguito nel 1949 venne introdotta una variante a trazione integrale; la 2WD venne rinominata "Station Wagon", mentre la 4WD fu commercializzata come "Utility Wagon". La Willys Jeep Wagon 4WD viene spesso considerata da alcune fonti automobilistiche come una delle prime station wagon a trazione integrale o anche come una delle prime vetture di tipo SUV.
La Jeep Wagon è stata assemblata oltre che per gli Stati Uniti, anche in diversi stabilimenti extra-USA e per diversi mercati locali sotto forma di joint-venture oppure su licenza.